# Capcana (film din 2006)
Capcana este un film, o coproducție sârbo-germano-maghiară din 2006 regizat de Srdan Golubovic.

## Acțiune
Pentru a salva viața copilului său, tatăl copilului ca să facă rost de banii necesari operației, devine ucigaș. Mladen și Maria sunt căsătoriți, o pereche tânără și fericită din Belgrad. Maria este profesoară, iar Mladen inginer constructor. Fericirea lor este umbrită de vestea bolii de inimă, de care suferă Nemania, fiul lor în vârstă de 10 ani. Operația salvatoare în Berlin costă 25.000 de euro, împreună cu costul călătoriei ajunge la 30.000 de euro. Situația sănătății fiului lor se înrăutățește, iar părinții nu dispun de banii necesari pentru operație. Părinții dau pentru a primi ajutorul necesar, un anunț în ziar. Un necunoscut oferă banii necesari operației cu condiția ca tatăl copilului să împuște pe cineva. Se poate urmări în film frământările sufletești prin care trec părinți, care în cele din urmă se vor despărți. Tatăl copilului devine asasin, va fi și el împușcat, iar banii necesari operației sunt donați de văduva celui împușcat de tatăl copilului.

## Distribuție
- Mladen: Nebojsa Glogovac
- Marija: Natașa Ninkovici
- Nemanja: Marko Djurovic
- Jelena: Anica Dobra
- Isidora: Ida Mikulic
- Kosta: Predrag Miki Manojlovic
- Petar Ivkovic: Dejan Cukic